# أوشيروكو
أوشيروكو هو عصيدة في المطبخ ياباني.

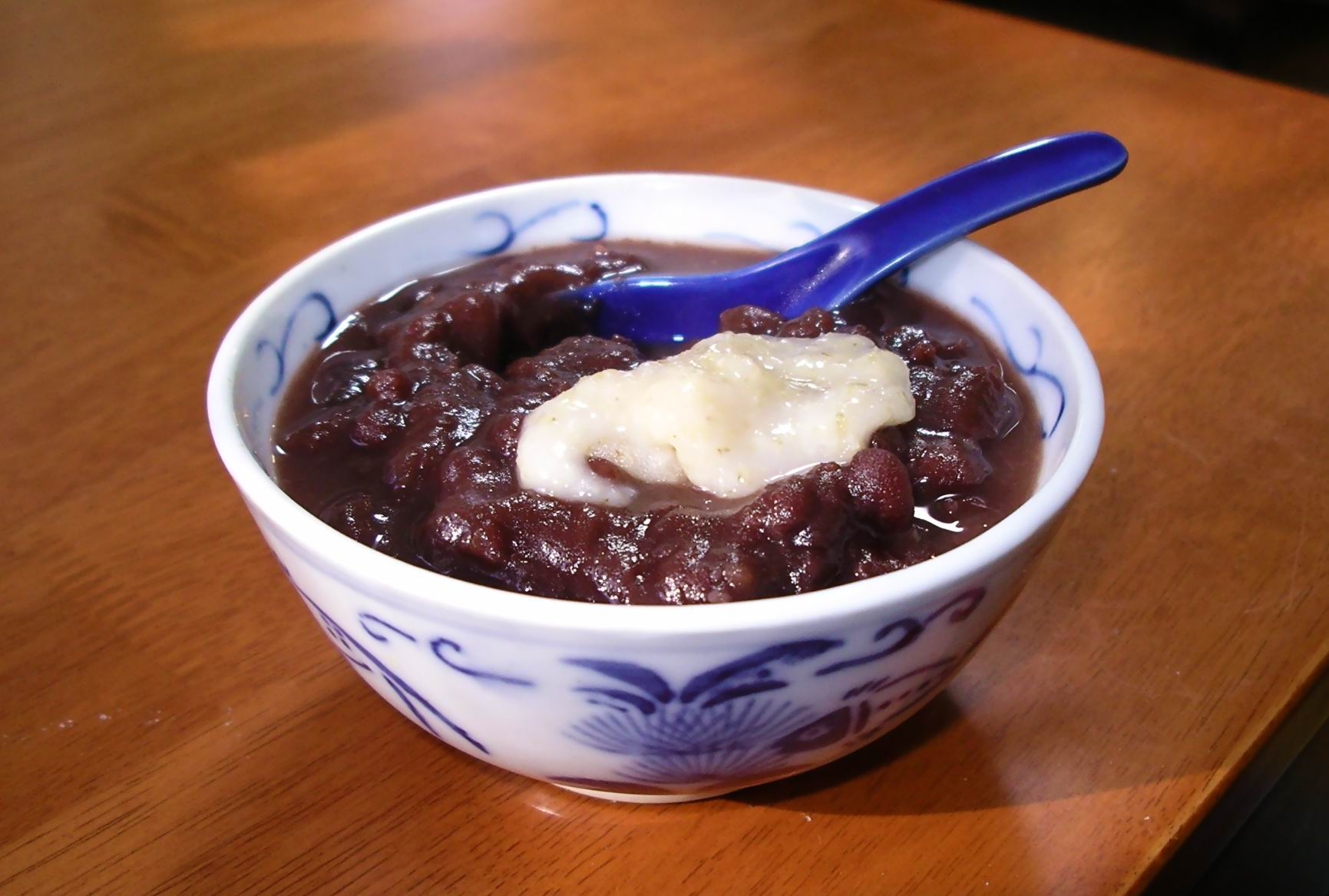
حساء شيروكو

شيروكو أو أوشيروكو هي حلوى تقليدية يابانية مكونة من حساء كثيف حلو المذاق يحتوي على فاصولياء الأزوكي المهروسة ويقدم في إناء مع حلوى الأرز (موتشي). توجد العديد من الطرق لتقديم حساء أوشيروكو، كتقديمه مع الكستناء أو فطائر دقيق الأرز الدبق بدلاً من تقديمه مع الموتشي.
لحساء أوشيروكو نوعين اعتماداً على طريقة طهو فاصولياء الأزوكي، فقد يتم تحويل حبات الفاصولياء إلى معجون أو يتم هرسها هرساً خفيفاً أو قد يتم جمع معجون الفاصولياء مع الحبات المهروسة وخلطهما معاً. يوجد حساءٌ يدعى«زينزاي» وهو حساءٌ يشبه حساء أوشيروكو ولكنه أقل كثافةً منه. يعتبر حساء زينزاي في غرب اليابان أحد أنواع حساء أوشيروكو. ويُقدّم قاطني مقاطعة أوكيناوا حساء زينزاي في طبق مليء بالثلج المجروش وقطع حلوى الأرز «موتشي». قد تضاف بعض النكهات لتحسين مذاق الطبق مثل: الحليب المحلى. يحب الكثير من اليابانيين تناول حساء أوشيروكو وخاصةً في فصل الشتاء. يُقدّم الحساء عادةً مع طبقٍ جانبي مالح أو حامض مثل: أميبوشي وهو طبق جانبي مكون من الخوخ المخلل وذلك نظراً لشدة حلاوة الحساء. ويتم تناوله في يوم الاحتفال بالسنة الجديدة في المناطق اليابانية.